# Abdulmohsen Fallatah
Abdulmohsen Fallatah, né le 14 juin 1994 en Arabie saoudite, est un footballeur saoudien. Il évolue au poste de défenseur central avec le club d'Al-Taï SC.

## Biographie
Avec l'Al-Qadsiah FC, il participe à plus d'une soixantaine de matchs de Saudi Professional League.